# بوشيني حويصلي
بوشيني حويصلي (الاسم العلمي: Puccinia vesiculosa) هو نوع من الفطريات يتبع جنس البوشيني من فصيلة البوشينية.